# شکم‌گویی

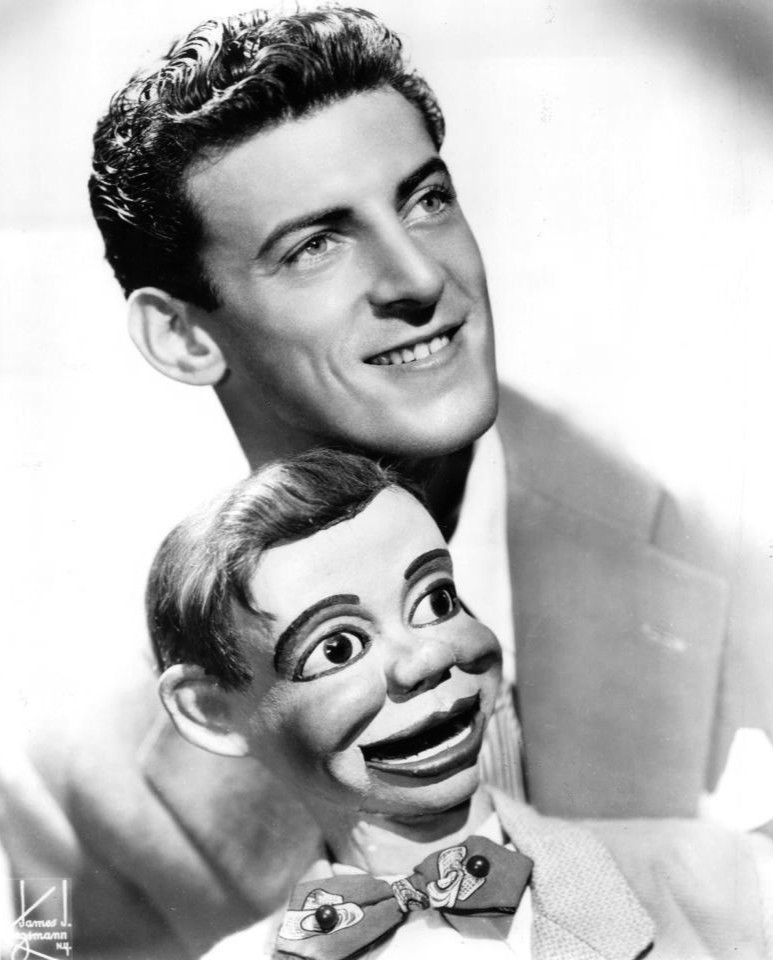
پل وینچل شکم‌گو و عروسکش.

شکم‌گویی Ventriloquism یکی از هنرهای نمایشی است. به شخصی که بتواند با لب‌های بسته حرف بزند و شنونده این‌گونه تصور کند که صدا از آن شخص یا از محلی نزدیک به آن شخص پدید آمده، شکم‌گو می‌گویند. به شکم‌گویی، شکم‌زبانی، اندرونه‌گویی و کلام بطنی هم گفته‌اند.
رسم این است که شکم‌گو یک عروسک را نیز در کار خود شریک می‌کند و چنین وانمود می‌کند که گفتاری که او با لب‌های بسته ادا می‌کند از عروسک خارج می‌شود. شکم‌گویی دشوار است و تمرین زیادی می‌طلبد. شکم‌گو باید به‌گونه‌ای سخن بگوید که لب‌های او به هیچ‌وجه تکان نخورند. به‌ویژه واژه‌هایی که حرف‌های «ب» و «پ» دارند برای این کار دشوارند. شکم‌گو به هنگام نمایشش معمولاً به جاهای دیگر نگاه می‌کند تا توجهات به آن سمت‌ها جلب شده در مواقع لازم تماشاچیان از حرکات ریز لب او غافل بمانند.
شکم‌گویی کار تازه‌ای نیست و در یونان باستان هم انجام می‌شده‌است. برخی می‌پنداشتند که این، کار شیاطین است.